# 호로비츠를 위하여
《호로비츠를 위하여》는 권형진 감독의 음악 영화이다.

## 출연진
- 엄정화 : 김지수 역
- 신의재 : 윤경민 역
- 박용우 : 심광호 역
- 최선자 : 경민 할머니 역
- 윤예리 : 정은 역
- 정인기 : 지수 오빠 역
- 박영서 : 피자집 종업원 역
- 김보라 : 민희 역
- 이의선 : 세탁소 이씨 역
- 조석현 : 비디오 박씨 역
- 황효은 : 동창 2 역
- 김희정 : 전공자 엄마 역
- 우정국 : 이사짐 직원 역
- 신지혜 : 클래식 라디오 DJ 역
- 김정원 : 청년 경민 역 (특별출연)

## 수상
- 2006년 제5회 대한민국 영화대상
  - 음악상 - 이병우
- 2007년 제44회 대종상
  - 신인감독상 - 권형진

## 사운드 트랙
- 비엔나 피아노학원 (신이경 작곡)